# Jia Lissa
Jia Lissa (Izhevsk, 1 de septiembre de 1996) es una actriz pornográfica y modelo erótica rusa.

## Biografía
Natural de la región rusa de Udmurtia, comenzó su carrera en la industria del cine para adultos en otoño de 2017, con 21 años, grabando sus primeras escenas para el sitio web MET Art. Como actriz ha trabajado para estudios europeos y norteamericanos como Porndoe, SexArt, Evil Angel, Blacked, Jules Jordan Video, Pulse Distribution, Vixen, Score, Viv Thomas, Video Marc Dorcel o LetsDoeIt, entre otros.
Fue precisamente Greg Lansky, CEO del Grupo Vixen, quien la descubrió profesionalmente, firmando Lissa un contrato de exclusividad con el mismo en agosto de 2018 para grabar sus primeras películas profesionales, debutando como tal en septiembre de ese mismo año. En diciembre de 2018 grabó para Blacked su primera escena de sexo interracial, en My First Interracial 14.
En 2018 recibió su primera nominación en los Premios XBIZ Europa, en la categoría de Mejor escena de sexo lésbico por Jia. Al año siguiente quedó nominada en la misma categoría así como la de Mejor nueva estrella, ganando la estatuilla a la Mejor escena de sexo glamour, junto a Liya Silver y Alberto Blanco, por Club VXN Vacation.
En 2020 ganó reconocimiento al estar nominada en los Premios AVN en la recién creada Artista emergente extranjera del año, así como en dos nominaciones a las producciones de corte europeo como eran las de Mejor escena de sexo en producción extranjera por Blacked Raw V15 y Mejor escena de sexo lésbico grupal en producción extranjera por Seduced by My Best Friend; así como la nominación en los Premios XBIZ a Artista femenina extranjera del año.
Hasta la actualidad ha rodado más de 200 películas como actriz.

## Premios y nominaciones
| Año  | Ceremonia           | Resultado | Premio                                                       | Trabajo                   |
| ---- | ------------------- | --------- | ------------------------------------------------------------ | ------------------------- |
| 2018 | Premios XBIZ Europa | Nominada  | Mejor escena de sexo lésbico                                 | Jia                       |
| 2019 | Premios XBIZ Europa | Nominada  | Artista femenina del año                                     | —                         |
| 2019 | Premios XBIZ Europa | Ganadora  | Mejor escena de sexo glamcore                                | Club VXN Vacation         |
| 2019 | Premios XBIZ Europa | Nominada  | Mejor escena de sexo lésbico                                 | Seduced by My Bestfriend  |
| 2020 | Premios AVN         | Nominada  | Artista emergente extranjera del año                         | —                         |
| 2020 | Premios AVN         | Ganadora  | Mejor escena de sexo en producción extranjera                | Blacked Raw V15           |
| 2020 | Premios AVN         | Nominada  | Mejor escena de sexo lésbico grupal en producción extranjera | Seduced by My Best Friend |
| 2020 | Premios XBIZ        | Nominada  | Artista femenina extranjera del año                          | —                         |
| 2020 | Premios XBIZ Europa | Ganadora  | Artista femenina del año                                     | —                         |
| 2020 | Premios XBIZ Europa | Nominada  | Mejor escena de sexo lésbico                                 | Jia 4 You                 |
| 2021 | Premios AVN         | Nominada  | Artista femenina extranjera del año                          | —                         |
| 2021 | Premios AVN         | Nominada  | Mejor escena de sexo en producción extranjera                | Together                  |
| 2021 | Premios AVN         | Nominada  | Mejor escena de sexo lésbico grupal en producción extranjera | Bad Girls Lesbian Desires |
| 2021 | Premios XBIZ Europa | Nominada  | Mejor escena de sexo lésbica                                 | Perfect Date              |
| 2022 | Premios AVN         | Nominada  | Artista femenina extranjera del año                          | —                         |
| 2022 | Premios AVN         | Nominada  | Mejor escena de sexo internacional                           | Jia                       |
| 2022 | Premios AVN         | Ganadora  | Mejor escena de sexo anal internacional                      | Jia                       |
| 2022 | Premios AVN         | Nominada  | Mejor escena de sexo lésbico internacional                   | Three Honey Bunnies       |
| 2023 | Premios AVN         | Nominada  | Artista femenina extranjera del año                          | —                         |
| 2023 | Premios AVN         | Nominada  | Mejor actriz en mediometraje                                 | Third Date                |
| 2023 | Premios AVN         | Nominada  | Mejor escena de sexo lésbico grupal en producción extranjera | The Spanish Stallion      |
| 2024 | Premios AVN         | Nominada  | Mejor escena de sexo de chico/chica en producción extranjera | Pornochic: Maya & Jia     |